# 地下室手记
《地下室手記》（俄语：Записки из подполья）是俄國作家陀思妥耶夫斯基於1864年發表的一本小說。

## 故事大綱
本書由主角地下室人以第一人稱的方式敘述，地下室人是名年約40的退休公務員，他的內心充滿了病態的自卑，但又常剖析自己。
主要由兩部分組成:第一部分是地下室人的長篇獨白，內容探討了自由意志、人的非理性、歷史的非理性等哲學議題。第二部分是地下室人追溯自己的一段往事，以及他與一名妓女麗莎相識的經過。

## 地位
《地下室手記》不僅是陀思妥耶夫斯基的代表作，也预示了他後來4本重要的長篇小說:《罪與罰》(1866)、《白癡》、《群魔》、《卡拉馬佐夫兄弟》。